# George Florescu
George Mihai Florescu (Cluj-Napoca, 21 maggio 1984) è un ex calciatore rumeno, di ruolo centrocampista.

## Caratteristiche tecniche
Gioca come mediano.